# Лезе
Лезе (њем. Leese) општина је у њемачкој савезној држави Доња Саксонија. Једно је од 36 општинских средишта округа Нинбург (Везер). Према процјени из 2010. у општини је живјело 1.716 становника. Посједује регионалну шифру (AGS) 3256018.

## Географски и демографски подаци
Лезе се налази у савезној држави Доња Саксонија у округу Нинбург (Везер). Општина се налази на надморској висини од 34 метра. Површина општине износи 29,6 km². У самом мјесту је, према процјени из 2010. године, живјело 1.716 становника. Просјечна густина становништва износи 58 становника/km².